# Tuffi ai campionati mondiali di nuoto 2025 - Trampolino 3 metri maschile
La competizione dei tuffi dal trampolino 3 metri maschile dei campionati mondiali di nuoto 2025 si è svolta dal 31 luglio al 1º agosto 2025 presso l'OCBC Aquatic Centre di Singapore.
La gara, a cui hanno preso parte 65 tuffatori provenienti da 40 nazioni, si è svolta in tre turni, in ognuno dei quali l'atleta ha eseguito una serie di sei tuffi. Il turno preliminare ha avuto inizio il 31 luglio 2025 alle ore 09:02. La semifinale si è svolta il 1º agosto 2025 alle ore 14:02. La finale è iniziata il 1º agosto 2025 alle ore 17:32.
La competizione è stata vinta dal messicano Osmar Olvera, che ha preceduto sul podio i cinesi Cao Yuan e Wang Zongyuan.

## Programma
| Data           | Ora   | Turno       |
| -------------- | ----- | ----------- |
| 31 luglio 2025 | 09:02 | Preliminare |
| 1º agosto 2025 | 14:02 | Semifinale  |
| 1º agosto 2025 | 17:32 | Finale      |

## Risultati
| Pos.    | Atleta                            | Nazionalità        | Preliminari | Preliminari | Semifinale      | Semifinale      | Finale          | Finale          |
| Pos.    | Atleta                            | Nazionalità        | Punti       | Pos.        | Punti           | Pos.            | Punti           | Pos.            |
| ------- | --------------------------------- | ------------------ | ----------- | ----------- | --------------- | --------------- | --------------- | --------------- |
| Oro     | Osmar Olvera                      | Messico            | 451.90      | 2           | 472.50          | 3               | 529.55          | 1               |
| Argento | Cao Yuan                          | Cina               | 447.15      | 3           | 512.15          | 2               | 522.70          | 2               |
| Bronzo  | Wang Zongyuan                     | Cina               | 478.60      | 1           | 547.30          | 1               | 515.55          | 3               |
| 4       | Jordan Houlden                    | Gran Bretagna      | 441.85      | 5           | 461.60          | 4               | 492.10          | 4               |
| 5       | Jules Bouyer                      | Francia            | 404.80      | 9           | 407.75          | 9               | 478.30          | 5               |
| 6       | Moritz Wesemann                   | Germania           | 441.25      | 6           | 431.65          | 5               | 467.10          | 6               |
| 7       | Nikita Shleikher                  | Neutral Athletes B | 445.15      | 4           | 427.70          | 7               | 452.75          | 7               |
| 8       | Luis Uribe                        | Colombia           | 418.10      | 7           | 429.55          | 6               | 443.25          | 8               |
| 9       | Ilia Molchanov                    | Neutral Athletes B | 394.80      | 11          | 397.05          | 11              | 440.25          | 9               |
| 10      | Liam Stone                        | Nuova Zelanda      | 416.95      | 8           | 417.00          | 8               | 430.45          | 10              |
| 11      | Sho Sakai                         | Giappone           | 396.80      | 10          | 395.75          | 12              | 406.45          | 11              |
| 12      | Jonathan Ruvalcaba                | Rep. Dominicana    | 374.05      | 18          | 400.40          | 10              | 404.50          | 12              |
| 13      | Collier Dyer                      | Stati Uniti        | 381.75      | 15          | 393.05          | 13              | Non qualificati | Non qualificati |
| 14      | Carson Paul                       | Canada             | 391.75      | 12          | 392.65          | 14              | Non qualificati | Non qualificati |
| 15      | Yi Jae-gyeong                     | Corea del Sud      | 384.10      | 14          | 384.90          | 15              | Non qualificati | Non qualificati |
| 16      | Mohamed Ahmed Farouk              | Egitto             | 381.40      | 16          | 351.45          | 16              | Non qualificati | Non qualificati |
| 17      | Shin Jung-whi                     | Corea del Sud      | 379.20      | 17          | 347.35          | 17              | Non qualificati | Non qualificati |
| 18      | Bohdan Chyzhovskyi                | Ucraina            | 387.65      | 13          | 341.70          | 18              | Non qualificati | Non qualificati |
| 19      | Giovanni Tocci                    | Italia             | 374.00      | 19          | Non qualificati | Non qualificati | Non qualificati | Non qualificati |
| 20      | Vyacheslav Kachanov               | Uzbekistan         | 371.15      | 20          | Non qualificati | Non qualificati | Non qualificati | Non qualificati |
| 21      | Max Liñan                         | Spagna             | 368.00      | 21          | Non qualificati | Non qualificati | Non qualificati | Non qualificati |
| 22      | Avvir Tham                        | Singapore          | 363.90      | 22          | Non qualificati | Non qualificati | Non qualificati | Non qualificati |
| 23      | Juan Celaya                       | Messico            | 362.75      | 23          | Non qualificati | Non qualificati | Non qualificati | Non qualificati |
| 24      | Matteo Santoro                    | Italia             | 361.65      | 24          | Non qualificati | Non qualificati | Non qualificati | Non qualificati |
| 25      | Frazer Tavener                    | Nuova Zelanda      | 360.95      | 25          | Non qualificati | Non qualificati | Non qualificati | Non qualificati |
| 26      | Jack Laugher                      | Gran Bretagna      | 360.80      | 26          | Non qualificati | Non qualificati | Non qualificati | Non qualificati |
| 27      | Jake Passmore                     | Irlanda            | 360.60      | 27          | Non qualificati | Non qualificati | Non qualificati | Non qualificati |
| 28      | Andrzej Rzeszutek                 | Polonia            | 357.55      | 28          | Non qualificati | Non qualificati | Non qualificati | Non qualificati |
| 29      | Chawanwat Juntaphadawon           | Thailandia         | 357.00      | 29          | Non qualificati | Non qualificati | Non qualificati | Non qualificati |
| 30      | Gwendal Bisch                     | Francia            | 354.70      | 30          | Non qualificati | Non qualificati | Non qualificati | Non qualificati |
| 31      | Jesús González                    | Venezuela          | 353.15      | 31          | Non qualificati | Non qualificati | Non qualificati | Non qualificati |
| 32      | Kacper Lesiak                     | Polonia            | 351.75      | 32          | Non qualificati | Non qualificati | Non qualificati | Non qualificati |
| 33      | Dariush Lotfi                     | Austria            | 347.25      | 33          | Non qualificati | Non qualificati | Non qualificati | Non qualificati |
| 34      | Maxwell Flory                     | Stati Uniti        | 345.60      | 34          | Non qualificati | Non qualificati | Non qualificati | Non qualificati |
| 35      | Theofilos Afthinos                | Grecia             | 344.90      | 35          | Non qualificati | Non qualificati | Non qualificati | Non qualificati |
| 36      | Kirill Boliukh                    | Ucraina            | 344.60      | 36          | Non qualificati | Non qualificati | Non qualificati | Non qualificati |
| 36      | Martynas Lisauskas                | Lituania           | 344.60      | 36          | Non qualificati | Non qualificati | Non qualificati | Non qualificati |
| 38      | Sam Vajerhelabad                  | Iran               | 344.55      | 38          | Non qualificati | Non qualificati | Non qualificati | Non qualificati |
| 39      | Haruki Suyama                     | Giappone           | 343.30      | 39          | Non qualificati | Non qualificati | Non qualificati | Non qualificati |
| 40      | Juan Cortés                       | Spagna             | 340.30      | 40          | Non qualificati | Non qualificati | Non qualificati | Non qualificati |
| 41      | Frank Rosales                     | Cuba               | 339.75      | 41          | Non qualificati | Non qualificati | Non qualificati | Non qualificati |
| 42      | Elias Petersen                    | Svezia             | 336.00      | 42          | Non qualificati | Non qualificati | Non qualificati | Non qualificati |
| 43      | Hudson Skinner                    | Australia          | 329.10      | 43          | Non qualificati | Non qualificati | Non qualificati | Non qualificati |
| 44      | Max Lee                           | Singapore          | 326.25      | 44          | Non qualificati | Non qualificati | Non qualificati | Non qualificati |
| 45      | Nazar Kozhanov                    | Kazakistan         | 324.55      | 45          | Non qualificati | Non qualificati | Non qualificati | Non qualificati |
| 46      | Timo Barthel                      | Germania           | 323.15      | 46          | Non qualificati | Non qualificati | Non qualificati | Non qualificati |
| 47      | Rafael Max                        | Brasile            | 323.05      | 47          | Non qualificati | Non qualificati | Non qualificati | Non qualificati |
| 48      | Alexandru Avasiloae               | Romania            | 321.75      | 48          | Non qualificati | Non qualificati | Non qualificati | Non qualificati |
| 49      | Juan Travieso                     | Venezuela          | 319.40      | 49          | Non qualificati | Non qualificati | Non qualificati | Non qualificati |
| 50      | Tornike Onikashvili               | Georgia            | 318.65      | 50          | Non qualificati | Non qualificati | Non qualificati | Non qualificati |
| 51      | Igor Myalin                       | Uzbekistan         | 318.30      | 51          | Non qualificati | Non qualificati | Non qualificati | Non qualificati |
| 52      | Isak Borslien                     | Norvegia           | 312.60      | 52          | Non qualificati | Non qualificati | Non qualificati | Non qualificati |
| 53      | Syafiq Puteh                      | Malaysia           | 310.55      | 53          | Non qualificati | Non qualificati | Non qualificati | Non qualificati |
| 54      | Nurqayyum Nazmi bin Mohamad Nazim | Malaysia           | 303.55      | 54          | Non qualificati | Non qualificati | Non qualificati | Non qualificati |
| 55      | Luís Felipe Moura                 | Brasile            | 299.65      | 55          | Non qualificati | Non qualificati | Non qualificati | Non qualificati |
| 56      | Frandiel Gómez                    | Rep. Dominicana    | 298.70      | 56          | Non qualificati | Non qualificati | Non qualificati | Non qualificati |
| 57      | Donato Neglia                     | Cile               | 284.40      | 57          | Non qualificati | Non qualificati | Non qualificati | Non qualificati |
| 58      | David Ekdahl                      | Svezia             | 283.80      | 58          | Non qualificati | Non qualificati | Non qualificati | Non qualificati |
| 59      | Marko Huljev                      | Croazia            | 283.10      | 59          | Non qualificati | Non qualificati | Non qualificati | Non qualificati |
| 60      | Surajit Rajbanshi                 | India              | 271.70      | 60          | Non qualificati | Non qualificati | Non qualificati | Non qualificati |
| 61      | Giorgi Tsulukidze                 | Georgia            | 265.45      | 61          | Non qualificati | Non qualificati | Non qualificati | Non qualificati |
| 62      | Curtis Yuen                       | Hong Kong          | 264.15      | 62          | Non qualificati | Non qualificati | Non qualificati | Non qualificati |
| 63      | Premson Yumnam                    | India              | 261.70      | 63          | Non qualificati | Non qualificati | Non qualificati | Non qualificati |
| 64      | Sebastian Konecki                 | Lituania           | 258.85      | 64          | Non qualificati | Non qualificati | Non qualificati | Non qualificati |
| 65      | Robben Yiu                        | Hong Kong          | 222.50      | 65          | Non qualificati | Non qualificati | Non qualificati | Non qualificati |
| -       | Matej Nevešćanin                  | Croazia            | dns         | dns         | dns             | dns             | dns             | dns             |